# Maison Anginieur
La maison Anginieur est une maison située au 19 rue du Gouvernement à Trévoux, en France. Elle est localement connue sous la dénomination d'Hôtel de La Grande Mademoiselle.

## Présentation
La maison est située dans le département français de l'Ain, sur la commune de Trévoux. L'édifice est inscrit au titre des monuments historiques en 1933.